# Herta Frauneder
Herta Frauneder, verheiratete Herta Frauneder-Rottleuthner, (* 11. Dezember 1912 in Bruck an der Mur; † 21. April 1999 ebenda) war eine österreichische Architektin.

## Leben und Wirken

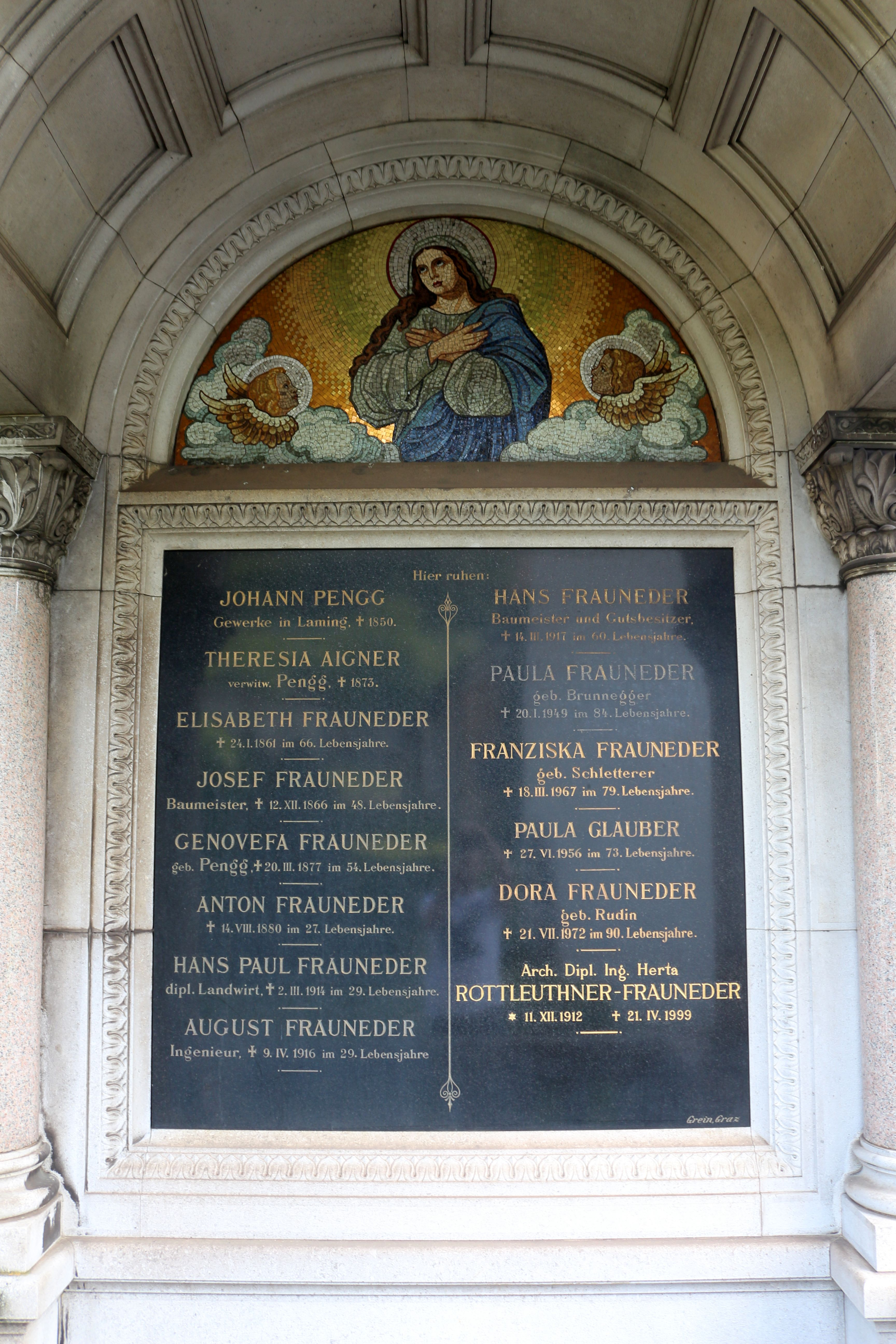
Familiengrab der Familie Frauneder am Friedhof St. Ruprecht in Bruck/Mur (Mai 2018)

Herta Frauneder wurde am 11. Dezember 1912 als Tochter des Gutsbesitzers Johann „Hans“ Paul Frauneder († 1914) und dessen Ehefrau Dora (geborene Rudin; † 1972) in Bruck an der Mur geboren. Zusammen mit ihrer aus Basel stammenden Mutter, ihren beiden Schwestern und ihrer Großmutter lebte sie im Familienbesitz in Bruck/Mur. Angesprochen auf ihre Herkunft gab Frauneder stets an aus einem Frauenstaat zu kommen. Bereits ihr Großvater Johann „Hans“ Frauneder (1857–1917) war Baumeister und unter anderem an der Planung der Böhler-Werke in Kapfenberg beteiligt. Auch er war ein Großgrundbesitzer in Bruck/Mur. Da es nach dem Tod des Vaters und des Onkels von Frauneder keine männlichen Erben mehr gab, überschrieb der Großvater sämtliche Besitztümer der Stadtgemeinde Bruck/Mur. Die Großmutter sollte mit der restlichen Familie im Gutshof bleiben und diesen bewirtschaften. Zusammen mit ihrer älteren Schwester wurde Frauneder ein Jahr früher in die Schule geschickt, wo sie als ausgezeichnete Schülerin galt und bereits mit 17 Jahren am Realgymnasium in Bruck/Mur maturierte.
In weiterer Folge immatrikulierte sie im Wintersemester 1929 an der Technischen Hochschule Graz die Fachrichtung Architektur. Nach der etwas älteren Anna-Lülja Praun war sie die zweite Frau, die dieses Studiengang auswählte. An der Technischen Hochschule versuchte man sie unter Druck zu setzen. Der Umgang mit ihr war unfreundlich und die Professoren warteten mit besonders harten Prüfungen auf. Anders als Anna-Lülja Praun, die ihr Studium nach politischen Schikanen der Nationalsozialisten und einer schweren Erkrankung abbrechen musste, schaffte es Frauneder bis zum Diplom, das sie im Jahre 1935 als erste Frau erhielt. Bereits während ihrer Studienzeit hatte Frauneder erste berufliche Erfahrungen gesammelt. So war sie 1933 für neun Monate in Bielefeld und 1934 für fünf Monate bei Herbert Eichholzer in Graz. Ihre erste Staatsprüfung legte sie im Juli 1932 ab; ihre zweite Staatsprüfung im Juli 1935.
Ihre erste Anstellung nach erfolgreich beendetem Studium erhielt sie in Regensburg, musste aber, unter anderem da die Bezahlung so schlecht war und sie an Skorbut litt, nach neun Monaten kündigen. In weiterer Folge erholte sie sich bei einer Freundin in Timișoara in Rumänien, wo sie unter anderem eine Zündholzfabrik und ein Wohnhaus entwarf und nahm dann eine Arbeit beim Architekten Holzbauer (1898–1939) am Ammersee an. Auch hier wurde sie aufgrund ihres Geschlechts von ihrem Chef belächelt; dieser meinte: „Ich habe mir nicht vorgestellt, dass ich ein Mädchen anstelle, ich hätte mir einen Architekten gewünscht.“. Nach knapp drei Jahren beendete sie ihre dortigen Tätigkeiten und kehrte 1938 in ihre mittlerweile zur Ostmark gehörende Heimat zurück. Aufgrund der überall aufkommenden Reichswerke Hermann Göring erhielt sie als Architektin rasch einige Aufträge.
Anfang des Zweiten Weltkrieges heiratete sie den Architekten Ernst Rottleuthner, der jedoch bald nach der Hochzeit seinen Kriegsdienst ableisten musste und erst im Jahre 1947 endgültig nach Hause zurückkehrte. Zwischen 1941 und 1944 kamen ihre drei Kinder zur Welt; während dieser Zeit leitete sie bereits ihr selbstständiges Büro und war in Vorbereitungen auf ihre Ziviltechnikerprüfung, die die im Juli 1946 absolvierte. Bis 1968 gemeinsam mit ihrem Ehemann, führte sie ihr Büro in Bruck/Mur nach der Scheidung im Jahre 1968 zusammen mit ihrer Tochter Elisabeth als Mitarbeiterin bis 1988 alleine weiter. Erst im Alter von 76 Jahren trat sie ihre Pension an. Am 21. April 1999 starb Frauneder 86-jährig in ihrer Heimatstadt Bruck/Mur.
Im Laufe ihrer über 50-jährigen Karriere wurde sie aufgrund ihres Geschlechts regelmäßig gefragt, ob sie wirklich kann, was sie tut.

## Arbeiten (Auswahl)

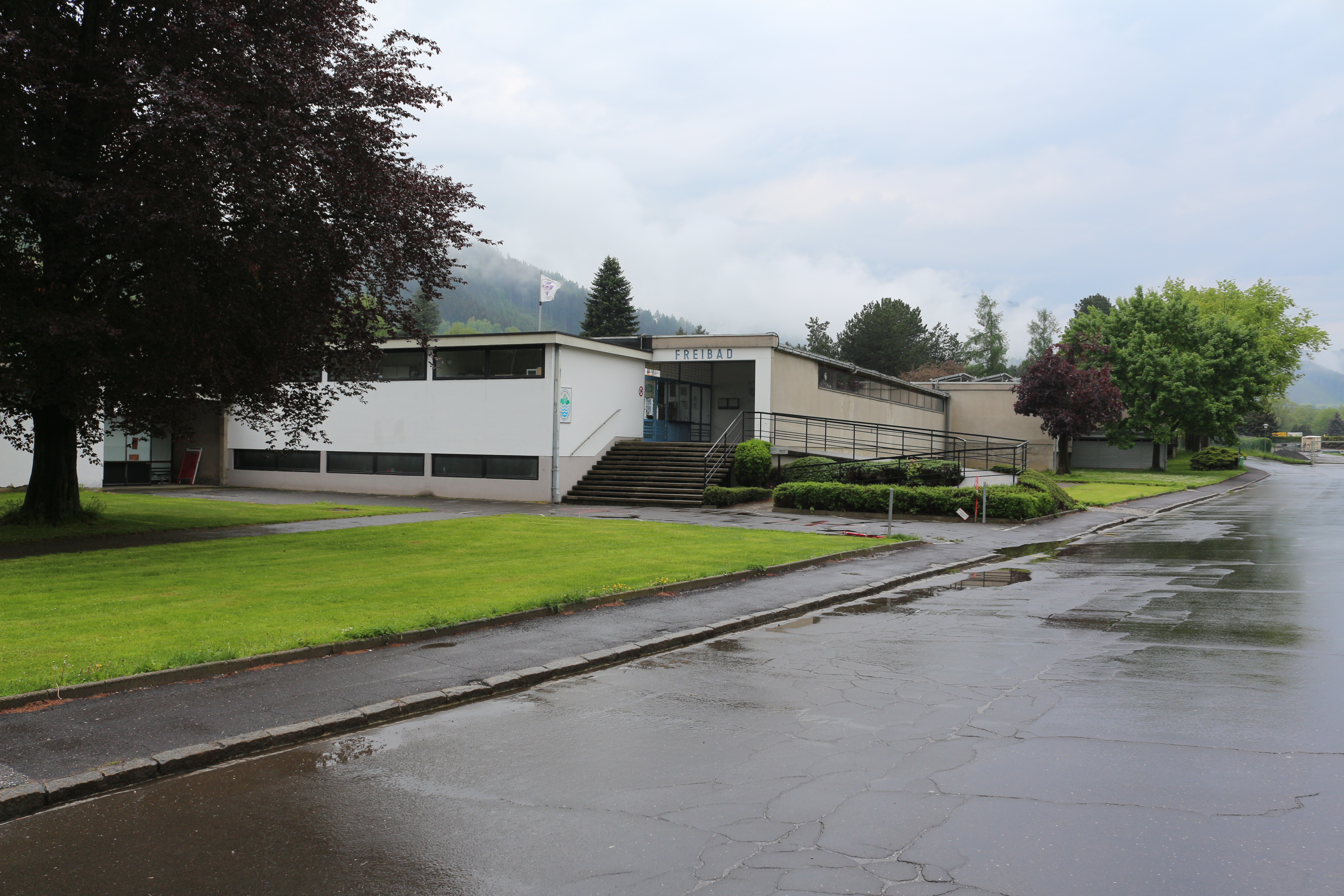
Vorderseite des Freibads Bruck/Mur (Mai 2018)

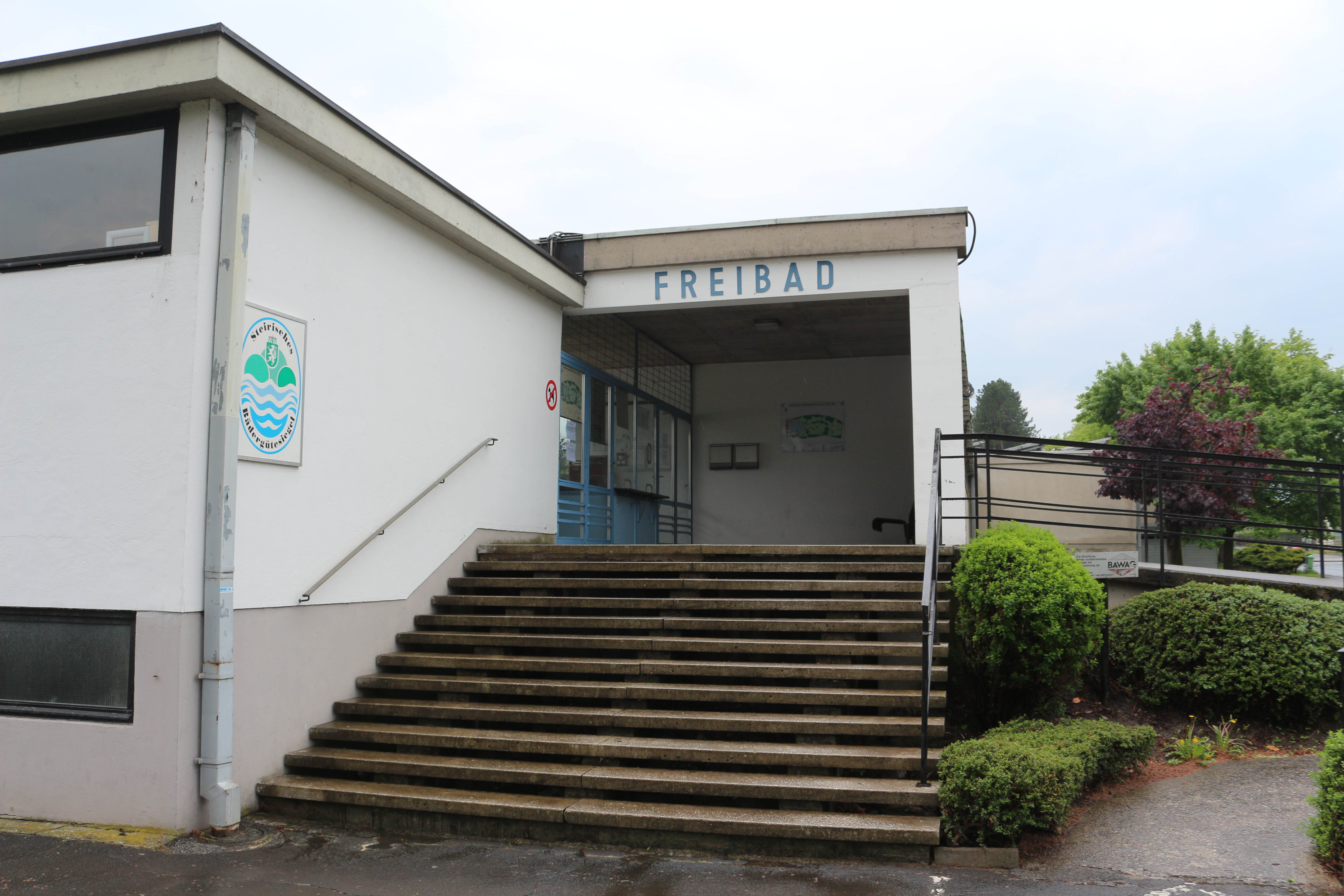
Eingangsbereich des Freibads Bruck/Mur (Mai 2018)

Bekannt wurde Frauneder vor allem für die Schwimmbäder, die nach ihren Entwürfen entstanden. In Niklasdorf entstand 1953 das erste Bad nach Frauneders Plänen. Daraufhin folgen Bäder in Hartberg, Güssing, Hallein, Graz-Eggenberg, Bruck/Mur und Trofaiach; bei letztgenanntem Bad war sie an den Plänen des Umbaus beteiligt. Hierbei legte sie Wert auf einen gut durchdachten inneren Organisationsablauf, der es ermöglichte Wettkämpfe und einen normalen Badebetrieb nebeneinander abzuhalten. Ein weiteres großes Anliegen war ihr der Kleinstkinderbadebereich, für den sie unter anderem die sogenannte Freilandgehschule erfand. Diese war ein in einer Mulde leicht abgesenktes Planschbecken, das die Beaufsichtigung der Kleinkinder erleichterte.
Ihre Entwürfe galten als subtile Wegführung ohne Hinweisschilder, durch Blickpunkte, kleine Treppen und lebendigen Zäunen aus Berberitzen und Rosen. Neben den Schwimmbädern entwarf sie auch zahlreiche Möbel und Einrichtungen, so unter anderem von der 2011 endgültig geschlossenen Konditorei Macher in ihrer Heimatstadt. Außerdem entstanden nach ihren Plänen Schulen, Einfamilienhäuser, sozialer Wohnbau und Geschäftseinrichtungen.

## Ehrungen
In der Innenstadt von Bruck an der Mur ist eine Straße nach ihrem Großvater Hans Frauneder benannt.

In Graz wurde im Jahre 2011 eine zu diesem Zeitpunkt noch unbenannte Straße, die von der Überführung Weblinger Gürtel in Richtung Norden und dann parallel zur Wagner-Jauregg-Straße führt, zu ihren Ehren in Fraunederstraße benannt. Alternativ existiert auch die Bezeichnung Herta-Frauneder-Straße.
Im Garten der Technischen Universität in der Rechbauerstraße in Graz wurde im Kulturhauptstadtjahr 2003 vom Projekt WOMENT! ein Betonsockel mit einer 26,5 × 60 cm Emailtafel, die an Frauneder erinnern soll, angebracht.
Von 14. bis 17. Juni 2018 fand im Grazer Haus der Architektur eine Ausstellung des Architekturfotografen Markus Kaiser über das nach Entwürfen von Herta Frauneder gestaltete und heute denkmalgeschützte Freibad Bruck an der Mur statt.